# Kusksu
Le kusksu est une soupe traditionnelle issue de la cuisine maltaise, à base de fèves de saison, de petites perles de pâtes et de ġbejna frais. Bien que de forme similaire, les petites perles de pâtes, connues localement sous le nom de kusksu, ressemblent à du couscous, mais ce dernier a tendance à être plus léger et plus moelleux. En revanche, le kusksu, qui donne son nom à la soupe, est une « pâte miniature » épaisse et idéale pour mijoter.
Le kusksu de Malte s'apparente à la mhamsa et au berkoukes de la cuisine maghrébine et la cuisine berbère et au moghrabié ou maftoul de la cuisine levantine.
Une fois cuites, les perles de pâtes courtes donnent à la soupe sa texture crémeuse distinctive, ce qui en fait un plat idéal à servir par temps froid.

## Origine
Compte tenu de sa ressemblance étroite avec le couscous maghrébin, il est probable que le kusksu soit né pendant la conquête maure de Malte. Cependant, les preuves documentaires relatives à cette période sont rares. Une source fiable datant du XVIIIe siècle fait référence aux pâtes en forme de grain de poivre, suggérant que ces pâtes étaient un aliment de base dans le régime maltais.

## Ingrédients

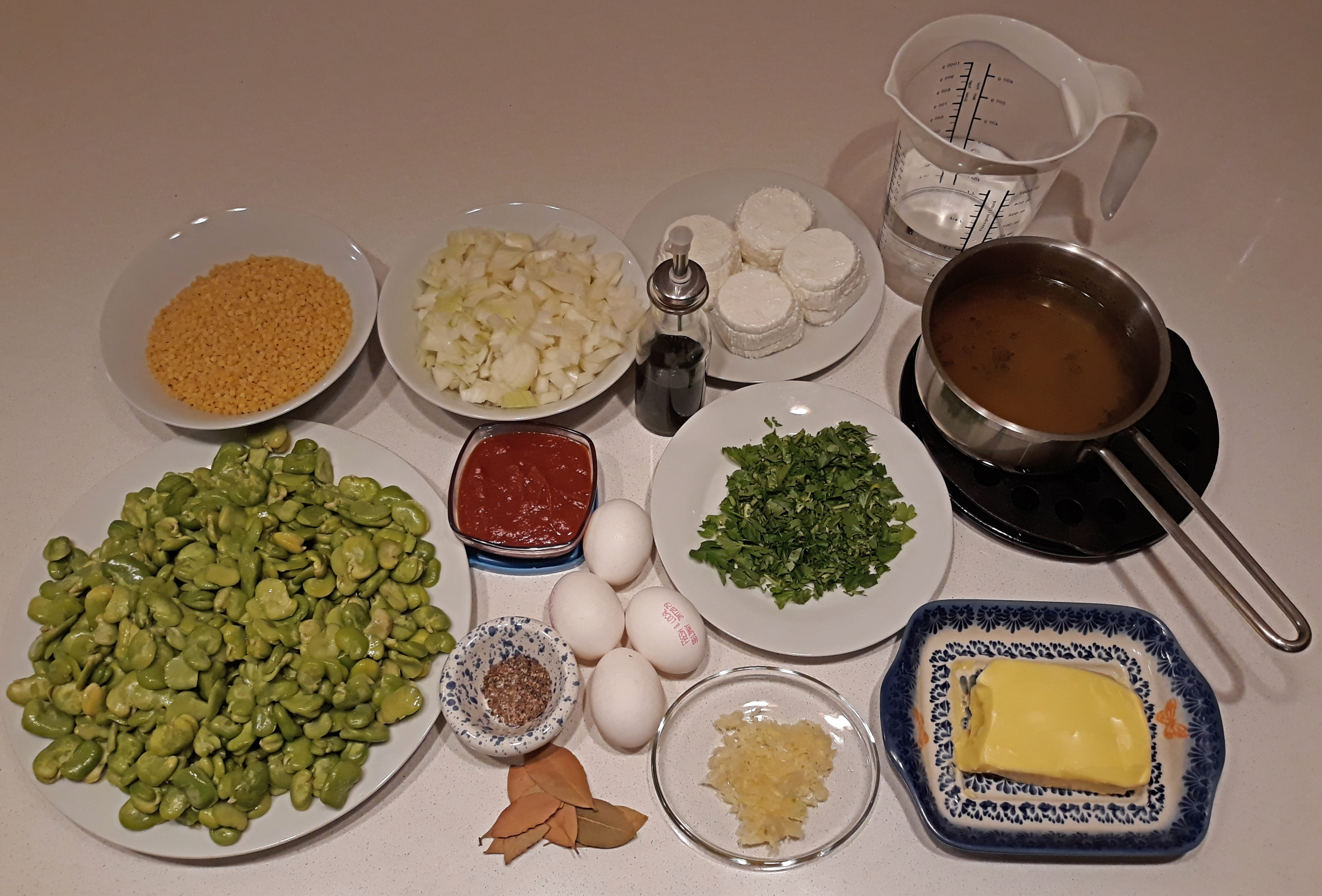
Les principaux ingrédients utilisés pour le kusksu.

Le principal ingrédient utilisé dans le kusksu est la fève, connue localement sous le nom de ful. Les fèves sont bien adaptées au climat maltais et peuvent devenir envahissantes si elles ne sont pas contrôlées. À Malte, les fèves sont généralement semées en décembre et récoltées au début du printemps. Leur culture nécessite peu ou pas de soins, et la plupart des agriculteurs maltais n'irriguent pas leur récolte. En 2016, le Bureau national des statistiques de Malte a rapporté que 595 tonnes de fèves ont été vendues sur les marchés officiels, un chiffre qui met en perspective pourquoi certains habitants qualifient la fève de la fève[pas clair] comme « emblématique », ou haricot « préféré » de Malte.
Les petites perles de pâtes, connues sous le nom de kusksu, sont un autre ingrédient clé. En plus de donner son nom à la soupe, les pâtes, qui sont « un peu plus grosses qu'un grain de coriandre », ajoute « une fabuleuse texture qui ne ressemble à aucune autre ». Les pâtes kusksu, qui « ne doivent pas être confondues avec le couscous » sont largement disponibles à Malte, cependant, cet ingrédient clé peut être difficile à trouver sur les marchés internationaux. Bien que des alternatives existent, celles-ci ne donnent pas toujours les meilleurs résultats.
En cas d'indisponibilité des pâtes maltaises elles pourraient être remplacées par des boules de berkoukes, de mhamsa, ou de moghrabié. 
D'autres ingrédients qui se trouvent généralement dans le kusksu comprennent le fromage   ġbejna frais, habituellement ajouté juste avant de servir, de généreuses quantités d'oignons et d'ail frits dans de l'huile d'olive ou du beurre, des feuilles de laurier, de la pâte de tomate, des œufs qui sont généralement pochés dans la soupe elle-même plutôt que bouillis séparément,, eau ou bouillon de légumes, sel et poivre pour l'assaisonnement et persil pour la garniture.

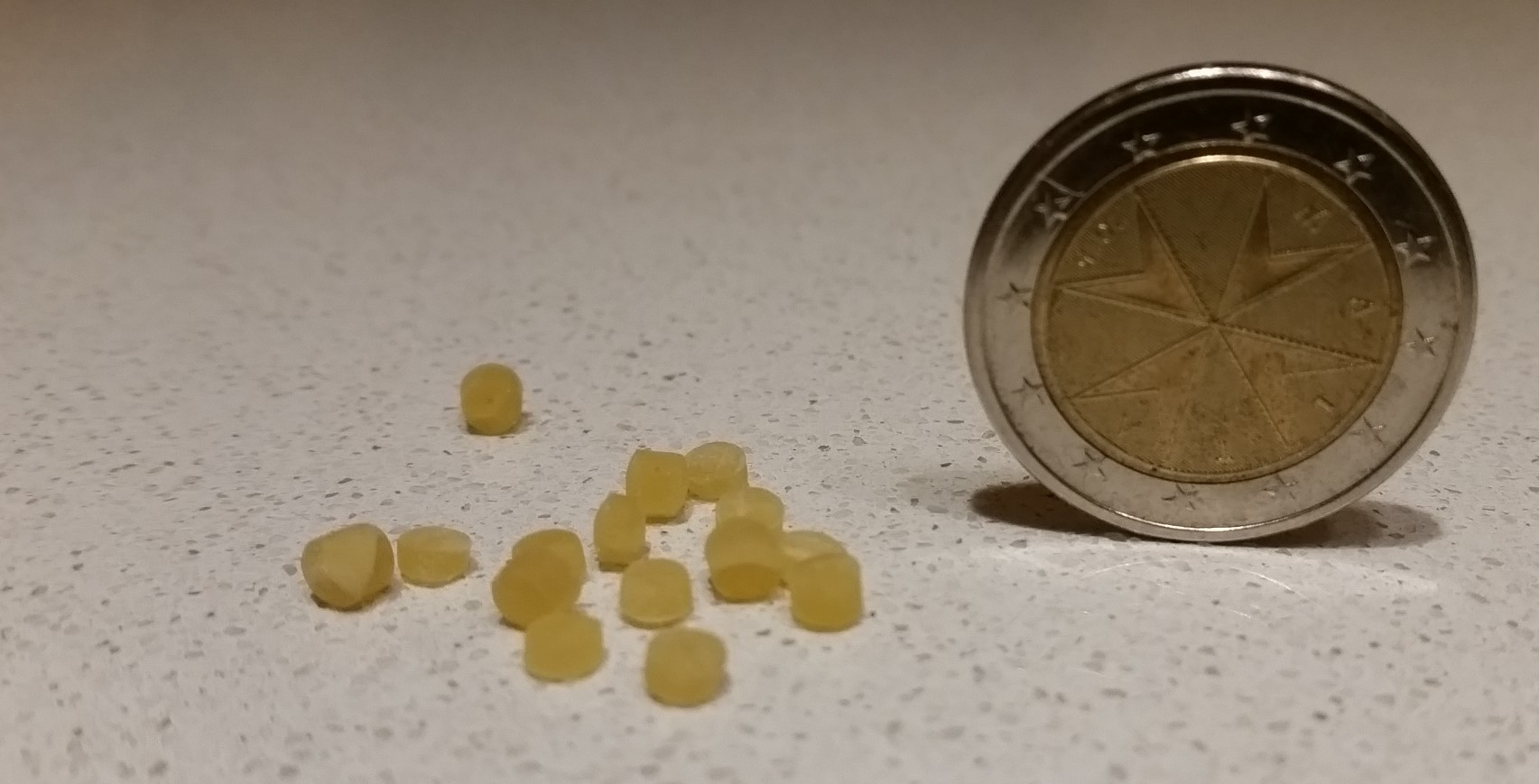
Perles de pâtes kusksu et une pièce de 2 €.

## Variations
Plusieurs versions de ce plat maltais populaire existent. Certains ont inclus du poisson, tandis que d'autres ont introduit le bacon, le chou et la citrouille dans leur recette de kusksu. Cependant, les versions plus authentiques, ou peut-être originales du plat, kusksu bil-ful (kusksu aux fèves),, ont tendance à présenter des ingrédients de saison moins nombreux et plus simples. En 2002, MaltaPost a émis une série de timbres pour célébrer la cuisine maltaise et la version plus traditionnelle du plat, kusksu bil-ful, a été incluse.

## Voir également